# Paratrochosina amica
Paratrochosina amica är en spindelart som först beskrevs av Cândido Firmino de Mello-Leitão 1941.  
Paratrochosina amica ingår i släktet Paratrochosina och familjen vargspindlar. Inga underarter finns listade i Catalogue of Life.